# Ruta Estatal d'Oklahoma 1
La Ruta Estatal d'Oklahoma 1, abreviada com a SH-1, és una autopista que es troba a l'estat d'Oklahoma, als Estats Units. Amb una extensió total de 337 quilòmetres (209,7 milles), transcorre la part sud-est de l'estat.

## Història
La Ruta Estatal d'Oklahoma 1 ha estat, històricament, una de les entrades al Territori Indi des de l'estat d'Arkansas. La Nació Choctaw d'Oklahoma es traslladà a aquestes muntanyes a principis de la dècada de 1830. El paratge també esdevingué un refugi per a lladres, i encara avui s'hi conserven les Horse Thief Springs, (en anglès: font del cavall del lladre) com a testimoni d'aquest fet.
L'autopista actual es va inaugurar l'any 1969.